# دوماگوی برداریچ
دوماگوی برداریچ (انگلیسی: Domagoj Bradarić؛ زادهٔ ۱۰ دسامبر ۱۹۹۹) بازیکن فوتبال اهل کرواسی است.
از باشگاه‌هایی که در آن بازی کرده‌است، می‌توان به باشگاه فوتبال هایدوک اسپلیت اشاره کرد.
وی همچنین در تیم‌های ملی فوتبال زیر ۲۱ سال کرواسی، و کرواسی بازی کرده‌است.